# Lenz Hächler
Lenz Hächler (* 3. Mai 2003) ist ein Schweizer Skirennfahrer. Er startet als Allrounder in allen Disziplinen. Er gehört seit 2022 dem B-Kader von Swiss-Ski an.

## Karriere
Hächler stammt aus Oberwil bei Zug und startet für den dortigen Skiclub. Er gab sein internationales Renndebüt am 12. Oktober 2019 in Saas-Fee bei einem Rennen der FIS Entry League. Sein erstes internationales Grossereignis bestritt er bei den Juniorenweltmeisterschaften 2022 in Panorama. Dort erreichte er als bestes Ergebnis den 20. Rang in der Abfahrt. Bis zu diesem Zeitpunkt war Hächler hauptsächlich bei FIS-Rennen in der Schweiz sowie im benachbarten Ausland gestartet.
2023 wurde Hächler bei den Juniorenweltmeisterschaften in St. Anton am Arlberg Vizeweltmeister im Super-G hinter seinem Mannschaftskameraden Livio Hiltbrand. In der Alpinen Team Kombination verpasste er als Vierter gemeinsam mit Gino Stucki eine weitere Medaille nur um 7 Hundertstelsekunden, ebenso belegte er mit der Schweizer Mannschaft den vierten Platz. Zu Saisonabschluss wurde Hächler erstmals Schweizer Meister im Slalom, zudem wurde er Vizemeister im Super-G und gewann Bronze im Riesenslalom.
Am 18. Dezember 2023 gab Hächler beim Riesenslalom auf der Gran Risa in Alta Badia sein Weltcupdebüt, schied jedoch bereits im ersten Durchgang aus.
Einen knappen Monat später wurde er bei den Juniorenweltmeisterschaften im Département Haute-Savoie als erster Schweizer seit Reto Schmidiger Juniorenweltmeister im Slalom. In der Abfahrt verpasste er die Bronzemedaille um fünf Hundertstel.
Im Dezember 2024 gewann Hächler binnen 24 Stunden in Zinal seine ersten Europacuprennen. Zu Ende der Europacupsaison 2024/25 siegte Hächler in der Riesenslalomwertung, wodurch er sich einen Startplatz für die Weltcupsaison 2025/26 außerhalb des Nationenkontingents sicherte. Zudem belegte er Rang 2 in der Gesamtwertung hinter dem Norweger Oscar Andreas Sandvik.

## Erfolge

### Juniorenweltmeisterschaften
- Panorama 2022: 20. Abfahrt, 21. Slalom, 26. Riesenslalom, 35. Super-G, 46. Alpine Kombination
- St. Anton 2023: 2. Super-G, 4. Team Kombination, 4. Mannschaft, DNF Riesenslalom, DNF Slalom
- Haute Savoie 2024: 1. Slalom, 4. Abfahrt, 14. Riesenslalom, DNF Super-G, DNF  Team Kombination

### Europacup
- Saison 2024/25: 1. Riesenslalomwertung, 2. Gesamtwertung, 5. Super-G-Wertung
- 8 Podestplätze, davon 4 Siege

| Datum            | Ort       | Land     | Disziplin    |
| ---------------- | --------- | -------- | ------------ |
| 5. Dezember 2024 | Zinal     | Schweiz  | Riesenslalom |
| 6. Dezember 2024 | Zinal     | Schweiz  | Riesenslalom |
| 13. März 2025    | Aal       | Norwegen | Riesenslalom |
| 17. März 2025    | Kvitfjell | Norwegen | Super-G      |

### Weitere Erfolge
- Schweizer Meister im Slalom (2023)
- Schweizer Vizemeister im Super-G (2023)
- Bronze bei den Schweizer Meisterschaften im Riesenslalom (2023)
- 4 Siege bei FIS-Rennen